# Agundaborg
Agundaborg eller Agunnaborg är en ruin efter en medeltida borg på Brånanäset i Agunnarydsjön. Den är belägen i Agunnaryds socken i Ljungby kommun på byn Brånas ägor. 
Lämningarna på Agundaborg beskrivs i skrift av Samuel Rogberg i sin 'Smål. Beskrivning', tryckt 1770. Rogberg nämner att den dåvarande kyrkan i Agunnaryd var byggd av ett 'förmögit fruentimmer', som ska ha bott på ett näs i Agunnarydsjön, på ett ställe där det då fanns lämningar efter byggnader. I ett visitationsprotokoll från 1830, förvarat i Växjö domkapitels arkiv, nämns att en gammal kyrka ska ha funnits vid Bråna. Här omtalas vidare att det i kyrkan (det vill säga i den kyrka som revs 1870) förvarades handlingar som visade att denna kyrka var byggd före 1330 och att det ska ha funnits en äldre kyrka på Bråna Södregårds ägor. På Brånanäset, ursprungligen på Bråna Södregårds ägor, finns lämningar efter tre byggnader samt dessutom en oregelbunden ojämn förhöjning. Den största byggnaden ligger i öst-västlig riktning och är försedd med källare, själva 'borgen'. Cirka 6,5 meter öster om denna byggnad ligger, också i öst-västlig riktning, en byggnad, som på grund av sin kyrkoform med 'långhus och kor' allmänt tolkas som varande en gårdskyrka. Byggnaden har knutits till sägnerna om socknens äldsta kyrka på Brånanäset. Från arkeologiska undersökningar verkar det som om gården etableras på Brånanäset under 1200-talets andra hälft.
De arkeologiska undersökningarna på 1990-talet visar att anläggningen bestod av en huvudbyggnad i två våningar, ett gårdskapell och ett stall eller förrådshus. Agundaborg har under en tid varit ett privat residens för en kanik vid Linköpings domkyrka. Husens avskilda läge på udden och fynd av fönsterglas är några av de saker som visar att anläggningen har varit betydligt mer exklusiv än en vanlig gård.